# Гарманівська сільська рада
| Гарманівська сільська рада — колишній орган місцевого самоврядування у Компаніївському районі Кіровоградської області з адміністративним центром у с. Гарманівка. Сільській раді були підпорядковані населені пункти: - с. Гарманівка - с. Обертасове - с. Семенівка - с. Трудолюбівка |

## Колишні населені пункти
- Вільянівка
- Степовик
- Червоноярка

## Склад ради
Рада складалася з 16 депутатів та голови.

### Керівний склад ради
| ПІБ                     | Основні відомості                                                 | Дата обрання | Дата звільнення |
| ----------------------- | ----------------------------------------------------------------- | ------------ | --------------- |
| Горобець Іван Борисович | Сільський голова, 1973 року народження, освіта, безпартійний      | 26.03.2006   | 31.10.2010      |
| Горобець Іван Борисович | Сільський голова, 1973 року народження, освіта вища, безпартійний | 31.10.2010   |                 |

Примітка: таблиця складена за даними джерела

## Населення
Згідно з переписом УРСР 1989 року чисельність наявного населення сільської ради становила 836 осіб, з яких 384 чоловіки та 452 жінки.
За переписом населення України 2001 року в сільській раді мешкали 834 особи.

### Мова
Розподіл населення за рідною мовою за даними перепису 2001 року:
| Мова       | Відсоток |
| ---------- | -------- |
| українська | 93,12 %  |
| молдовська | 4,71 %   |
| російська  | 1,69 %   |
| білоруська | 0,24 %   |
| інші       | 0,24 %   |